# Dicranota (Rhaphidolabis) sanctaeluciae
Dicranota (Rhaphidolabis) sanctaeluciae is een tweevleugelige uit de familie Pediciidae. De soort komt voor in het Nearctisch gebied.